# Акведук Диоклетиана
Акведук Диоклетиана (хорв. Dioklecijanov akvadukt) — акведук в Сплите, Хорватия, построенный во времена Римской империи для снабжения водой дворца Диоклетиана. Его длина составляла 9 километров и связывала дворец Диоклетиана с рекой Ядро.

## Описание
Акведук Диоклетиана был построен во времена его правления (в конце III — начале IV века). Длина акведука составляла около 9 километров, а разница в высотах между конечными точками — 33 метра.
Источником воды была река Ядро в 9 километрах к северо-западу от дворца Диоклетиана. Доставлялась вода как непосредственно в дворец, так и близлежащие селения.
Лучше всего сохранился участок акведука близ города Солин. Здесь его длина составляет 180 метров, а высота — 16,5 метров.
Акведук Диоклетиана был разрушен после вторжения готов в середине VI века. После этого он не функционировал в течение 13 веков. Впервые он был отреставрирован по инициативе мэра Сплита Антонио Баямонти в 1877—1880 годах во времена Австро-Венгерского правления. Он перестал использоваться с 1932 года, когда была построена водопроводная станция Копилица.
В настоящее время акведук вновь реконструируется и является впечатляющим памятником на въезде в Сплит.